# 軍鶏 (漫画)
『軍鶏』（しゃも）は、橋本以蔵原作・たなか亜希夫画による日本の格闘漫画作品。
2008年にショーン・ユー、魔裟斗主演で映画化された。

## 概要
他の競技漫画とは趣が異なっており、自己修養やスポーツマンシップなどの近代体育的な価値観ではなく、格闘技の負の側面である「暴力」の手段としての要素や、日本社会の闇、人間心理の暗黒面を大きく取り上げているのが特徴。
最初は双葉社の『漫画アクション』に連載されていたが、同誌の休刊（リニューアル）に伴い講談社の『イブニング』に移籍した。なお単行本19巻以前が『アクション』掲載分、20巻以降が『イブニング』掲載分である。移籍に伴う諸事情により『アクション』掲載時終盤の数話は単行本として発行されることなくお蔵入りとなっていたが、完全版発売の際に収録された。この講談社への移籍は作画担当のたなかが独断で行い、原作者である橋本との関係が悪化するきっかけとなった。
2008年1月を境に、『イブニング』誌での連載が原因不明のまま休止していたが、後にたなかが橋本を相手取り、著作権者がたなかであることの確認や単行本の著作権料を請求したためであることが明らかとなった。当時の報道によれば、たなか側は「橋本は連載当初に大ざっぱなあらすじが書かれた原稿しか出しておらず、ストーリーやキャラクター設定、せりふなどすべて自分が行った」「軍鶏は自分が単独で創作した作品」と主張している（橋本側は弁護士に任せているとして、ノーコメント）。
たなかの公式サイトにあるブログ「すまねぇ…」には成嶋亮の人形の写真があり、 「久し振りだな、みんな。ナルシマ リョウだ。しばらく姿を見せてなかったが別に死んだわけじゃねぇ。ちょっとワケありでな。必ず戻って来るからな、待っとけよ。誰もオレを殺せやしねえ。」とコメントされていた。
最終的に、橋本は第1話から第120話まで原作を担当していたことが認められたものの、以後はたなかの単独作業であったと認定され、著作権の所在もこれに対応することとなった。これを受け、極厚版では巻之伍（13巻～）からたなかの単独クレジットになっている。
2011年7月より、極厚版のコミックが発売。7月26日に発売された『イブニング』2011年16号より裁判が解決したとして連載が再開。10月21日に発売された26巻からは「原作 橋本以蔵」のクレジットが外されている。2015年1月13日発売の同誌2015年3号掲載分が最終回となった。

## あらすじ
両親を刺殺した優等生の少年・成嶋亮が少年院に入り、そこで出会った空手の達人・黒川健児に師事して「生き残るための空手」を身につける。出所してからは格闘技界に入り、無軌道なバトルを繰り広げてゆく。

### 第一部・少年院編
有名私立高校に通う16歳の主人公・亮（リョウ）が、両親をナイフで突如惨殺した場面から始まる。少年院に送られたリョウは、その内気な性格や虚弱な体格、何より「親殺し」という重大な罪を犯したことで、他の院生や教官らから陰湿かつ残酷ないじめを受ける。しかし体育の教官である黒川健児に空手を習い始めたところから、リョウは「殺されぬよう」成長し、院生や教官たちに復讐を開始する。

### 第二部・リーサルファイト編
少年院を出所し社会に出たリョウは、空手の腕と肉体を生かして裏社会で頭角を現した（一部、過激な描写は単行本には未収録）。暴力に明け暮れる毎日の中で、彼はあるきっかけから番竜会空手館長・望月謙介と知り合う。番竜会の主催する大型格闘技イベント「リーサル・ファイト」を見たリョウは、自分の「生き残るための空手」とは対極のショーアップされスポーツ化された空手に衝撃を受け、リーサル・ファイトのヒーロー・菅原直人に対して一方的な憎しみを抱くようになる。直人との対決を望んだリョウは、番竜会の大会で実績を重ねつつ、菅原に対して挑発を繰り返す。手段を選ばぬ挑発は、遂に直人の恋人である船戸萌美のレイプにまで発展し、激怒した直人は対戦を承諾する。そして2人は数万人の大観衆が集まった東京ドームで対決のときを迎えた。

### 第三部・中国編
リーサル・ファイトの死闘から半年、リョウは中国にいた。大会直後に再会した妹・夏美は、薬物の乱用によって廃人となっており、リョウは妹の治療費を稼ぐために地下格闘技で戦いを続け、そして富裕層の熟年女性に身体を売って金を得ていた。そんなリョウの前に新たな敵が現れる。その名は斉天大聖。凄まじい身体能力と中国拳法の前に為す術もなく敗北を喫したリョウであったが、斉天大聖の師・陳老師のもとで修行を開始。リョウの前に再び現れた斉天大聖は、陳老師を惨殺し妹弟子の燕を死に追いやった後、リョウと相まみえる。圧倒的に攻められながらも身につけた奥義によって勝利を収めるリョウであったが、戦いによって自らの醜さと闇の深さを改めて知ることとなる。

### 第四部・グランドクロス編
バレエダンサーとして世界的に成功を収めた高原東馬（トーマ）。彼はある日、偶然テレビで眼にした「リーサル・ファイト」での成嶋リョウの闘いに何かを感じ、格闘技の世界へと足を踏み入れる決意をする。当初、何の計画も無しに動いていたトーマであったが、天性の魅力と並外れた格闘センスに吸い寄せられるように、彼のもとには格闘技界トップクラスの人物が次々に、協力者として集う。一方、リョウは未だ孤独な闘いを続けていた。鍛錬を怠ったことによる肉体の衰弱と技術の喪失により、一般人並みの戦闘力に変わり果てていた。精神的にも金銭的にも追い詰められていくリョウであったが、様々なきっかけにより、徐々にかつての牙を取り戻していく。そして迎えた「グランドクロス」当日、大観衆が見守るリング上でついに邂逅を果たした2人。トーマの光は、闇の底で喘ぐリョウに届くのか…？

### 第五部・どぶ組編
後味の悪い幕切れとなったグランドクロス閉幕後、リョウは海辺の自宅で休息の日々を送っていた。縁深き者たちの相次ぐ死、捨て犬ペロとの出会いで回復を見せる夏美を見届け、リョウは東京に戻る。しかし格闘技ブームは終焉を迎え、多くの選手が食い扶持に困る有様となっていた。とりわけリョウは、過去の事件のイメージも相まって指導者としての道すら閉ざされてしまい、しばらく当てもないまま生活をおくる。そんなある日リョウは、発達障害を抱える少女・サキコと出会う。かつての自分同様に親を恐れているサキコと徐々に距離を縮めていくリョウだったが、2人には新たな脅威が迫っていた。

## 登場人物

### 主要人物
成嶋亮 / リョウ
本編の主人公で、リングネームは成嶋リョウ。本来は左利きだったが、幼少期に母親によって右利きへと矯正されており、菅原直人戦の途中でそれを思い出すまで「右ファイター」であった。かつては東大合格確実と言われる程の優等生であったが、エリート銀行員の父と美しい母の「まとわりつくような生暖かい愛情」に自分の全てが吸いつくされるという想いから両親を刺殺。鯵ヶ崎高等少年院へと送還される。当初は非常に気弱な性格で、肉体も華奢であり、院生たちからの陰湿なイジメにより殺される寸前にまで追い詰められるが、体育の特別講師を務める黒川健児から空手を習い、力をつけていくことで別人のような凶暴な男へと変貌していく。少年院出所後は暴力団の準構成員となり、日夜ストリートファイトに明け暮れる。また、端正な容姿を生かして男娼を生業とした。
ある日、ふと目にした格闘技イベント「リーサル・ファイト」のスターとして表の世界で富と名声をほしいままにする菅原直人に激しい敵意を抱き、表の世界へと殴り込みをかけていく。大々的に報じられた「親殺し」事件の当事者だった過去もあり、格闘家として世に出てからは世間から激しいバッシングに晒されることになるが、リョウ本人はそれを意に介さず、アンチ・ヒーローとして徐々に頭角を現す。菅原戦時のプロフィールは身長172センチメートル、体重76キログラムだったが、これはヘビー級の菅原と渡り合うため、ステロイドによる強引な増量を行ったからである。リーサル・ファイトでは戦前の予想に反して健闘し、惜敗。大会直後に覚醒剤中毒で廃人となっていた妹・夏美と再会してからは、夏美の医療費を稼ぐことが最大のモチベーションとなり、程なくして中国へと渡る。
中国では、秘密裏に行われている地下格闘技大会に出場し、その強さから「東洋鬼」と呼ばれ恐れられていた。そしてリングから下りれば、かつてと同じく富裕層の女性に体を売る男娼として金を得ていた。次第にリョウの一方的な強さで試合の賭けが成立しなくなったことから、大会側が送り込んだ「斉天大聖」に完膚なきまでに叩きのめされる。リョウはリベンジのため彼の師である陳老師の下で修行をすることを誓い、修行で会得した発勁を繰り出し、斉天大聖を倒す。
日本に帰国すると、元バレエダンサーの高原東馬（トーマ）が新たな格闘技界のスターとして話題をさらっており、一方のリョウは、素人同然の男を相手にクラブファイトで糊口を凌いでいるうちに肉体は衰え、格闘技術も喪失。更に不摂生も相まって、とうとう一般人レベルの戦闘能力にまで落ちぶれてしまう。しかし、菅原との再会をきっかけとして立ち直り、新格闘技イベント「グランドクロス」に向けてコーチとして雇った天源寺ゴサクとの連日にわたる壮絶なスパーリングにより、総合格闘技の技術も会得。グランドクロスにメインイベンターとして出場を果たす。
グランドクロスで善戦したこともあり、格闘家としてある程度の評価を受けたものの、格闘技ブームの終焉により稼ぎの手段を失い、一時は路頭に迷いかける。そんな中、かつての自分に似た少女・サキコとの運命的な出会いにより、これまで獣の道を突き進んできたリョウに初めて穏やかな日常が訪れる。しかし、娘を案じたサキコの父が雇ったアンダーグラウンドの便利屋「どぶ組」に執拗に付け狙われるようになり、サキコや愛する家族を守るため最後の戦いに身を投じる。彼らとの死闘で致命傷を負い、家路の途中で息絶える。季節は廻り、亡骸は朽ち果て、その跡には植物の芽が生えていた。
成嶋夏美
亮の実妹。兄の犯罪によって人生を狂わされ、15歳から売春で稼ぐようになる。やがて覚醒剤に溺れて重度の薬物中毒となり、リーサル・ファイト大会直後にリョウと再会を果たす。その後はとある海辺の家でトーキチの世話を受けながら療養を続ける。
夏美の人生を狂わせたことに対しリョウは深い自責の念を感じており、中盤以降のリョウは夏美の医療費を稼ぐことを最大のモチベーションに戦いを続けることになる。闇に堕ちていくリョウをかろうじて人間たらしめているのは、この夏美の存在であるといえる。
治療の甲斐もなく、中国編・グランドクロス編では病状に改善が見られなかった。どぶ組編の開始時には脳の委縮が進んでいることが判明し、リョウたちを憂慮させたが、リョウが拾ってきた犬の「ペロ」との出会いにより、一種のアニマルセラピーの力で回復の傾向がみられた。更にサキコと親しくなったことで表情も豊かになった。
黒川健児
少年院で空手の指導者を務める老人。自身もかつて思想テロに走って逮捕され終身刑を受けた囚人であり、かつては「鬼の黒川」と呼ばれ恐れられた、元番竜会トップクラスの空手家であった。達人という枠を越えた独特の凄みを持つ人物で、その存在に今なお望月が畏怖するほど。リョウも憎まれ口を叩きながらも彼を誰より畏れ、内心で深く尊敬している。少年院でリョウと運命的な出会いを果たし、肉体的にも精神的にも殺される寸前であった彼に空手を仕込む。
出所後、神尾の手引きによって、ランガー・ゲッソムリットとの対戦に向け再びリョウを指導することになり、独自の理論に基づく指導法で、娑婆のぬるま湯に浸かり少年院時代の鋭さを失っていたリョウを再び戦闘マシンへと作り変えていく。菅原戦ではリョウのセコンドに就いた。
グランドクロス編では、トーマの異母兄弟である二階堂仁の要請を受けトーマサイドのセコンドとして登場。自身が育てた悪鬼・リョウを成仏させることを「癒し」の力を持つトーマに託す。試合中、リョウの闇にトーマが呑まれ、自身の思惑が潰えたことを悟ると、予てからの持病により、会場の廊下で死亡した。
藤吉公平 / トーキチ
リョウと同年代の若者で、暴力団の準構成員。兄貴分の山崎には情報屋としての能力を見込まれており、山崎の指示でリョウと行動を共にするようになる。人当たりの良い性格で、当初は警戒していたリョウも次第に彼に心を開き、信頼するようになる。トーキチもまた数少ないリョウの理解者であり、リョウを正当に評価する人物である。
リーサル・ファイト出場のため表舞台に躍り出たリョウが組織から抜けることになるため、それと引き換えに山崎によって左腕を切り落とされる。この出来事をきっかけにリョウとは家族同然の絆で結ばれるようになり、大会後は廃人と化した夏美をリョウから託され、献身的にその世話をする。
どぶ組編では、サキコ奪還を依頼されたどぶ組兄弟の襲撃を受けており、刀で片耳を削ぎ落とされたうえに腹部を刺されて重傷を負うも体を張って夏美を守り抜き、リョウの到着により命拾いする。
菅原直人
番竜会の重量級の空手家。同会主催の立ち技格闘技最強を決める格闘技大会「リーサル・ファイト」に出場している日本人最強の選手である。貧しい父子家庭に育ったものの、空手の猛者だった父・柾人を深く敬愛していた。しかし、望月との試合中のアクシデントにより寝たきりとなってしまい、まだ小学生の身ながら壮絶な介護生活を強いられ、その末に父を亡くす。その後は責任を感じた望月が直人を引き取り、そこで一人前の空手家へと成長を遂げた。
成功してからは、父親の事を尊敬しつつ、一方では父とは対照的に都内の高級マンションに居住しスポーツカーも所持する程の裕福な生活を送っており、女優の恋人もいるなど充実した人生を送っている。しかしながら内面は根からの武道家であり、拳を粉砕されても痛みに耐え切り正拳を出し切るなど並々ならぬ精神力を持つ。
当初はリョウを歯牙にもかけなかったものの、恋人の船戸萌美をレイプされたことがきっかけで彼を「マットの上で殺す」ために挑戦を受ける。死闘の末、リョウを失神KOし辛くも勝利を収めたが、試合内容に納得がいかなかったため非公式の果し合いを申し込み、リョウと無人の廃寺にてノールールで再戦。今度は徒手だけでなく武器術でも圧倒し、リョウを仮死状態にまで追い込むも、蘇生したリョウによる後頭部への一撃を受けて意識不明に陥り、かつての父と同様に寝たきりになってしまう。
グランドクロス編でも意識混濁・寝たきりの状態が続いていたが、菅原の現況を聞きつけ病院に忍び込んできたリョウと再会を果たす。リョウは彼の姿を見て愚弄したうえ、ふざけ半分で拳を振るったところ、その瞬間に意識を取り戻し、リョウの拳を掴んで止め、彼を驚かせる。回復後は、リョウに対する怨念を抱きながら懸命にリハビリを行っており、リョウもこの出来事をきっかけに迷いを断ち切り、再起への道を歩むこととなる。
どぶ組編でもリハビリを続けており、外をランニングしたり、一人暮らしをして自炊ができるまでに回復するも、現役時代の屈強な肉体を取り戻すまでには至っておらず、街中で遭遇した番竜会時代の後輩にからかわれ、一方的に叩きのめされてしまう。
高原東馬 / トーマ
元は「天才」の名をほしいままにしていたバレエダンサー。親しい者からはトーマと呼ばれる。
ある日偶然テレビでリーサル・ファイトでのリョウと菅原の戦いを見たことから、リョウの存在を強く意識するようになり、潜在意識の中のリョウの呼びかけに応じ、彼とリングで戦うことを決意。自らの足首の腱をナイフで切り裂き、これまでの栄光を捨て去り格闘技の世界に飛び込む。しかし、生まれてこのかた人を殴ったことがなく、練習ですら打撃を繰り出せなかった。そのため、柔道やサンボなどの組技・投げ技の習得を目指した。その才能は、その道の第一人者をして「測定不可能」と言わしめるほど。
性格は「天使のよう」と評されるなど、闇に堕ちていく描写のあるリョウとは対照的な描かれ方をしており、その天性の魅力で関わった人間を次々と虜にし、自分の協力者としていく。かつて自身を毒殺しようとした異母兄の仁を、事実を知りつつも許した過去を持ち、また、黒川や夏美といった荒んだ心の持ち主さえも、わずかな接触を試みるだけでたちどころに癒してしまう異能を発揮する。
類まれな格闘センスによって瞬く間にトップファイターとなり、グランドクロスの大将戦にて念願だったリョウと相まみえる。リョウが試合前に負傷するというアクシデントがあったものの、試合を優位に進めつつ、リョウの潜在意識に進入。彼を救おうとするが、逆に圧倒的な負のパワーに呑まれ、次第に恐怖から錯乱状態に陥ってしまう。試合終盤、今まで使うことのできなかった打撃技を初めて繰り出すようになり、停電した試合会場でリョウと死闘を繰り広げるが、トーマの放った一撃がリョウを捉え、ノックアウトする。しかし停電中の出来事であったため、レフェリーの判断によりノーカウントとされ、試合は中断。リョウは救急搬送され、トーマは「人を殴った」との罪悪感から精神が崩壊してしまった。
ワクイサキコ
新宿の路上で「影筆」と称する絵画を販売する少女。家の表札から漢字表記は「涌井」であることが確認できる。何らかの発達障害を抱えている様子で、人とのコミュニケーションに難があったり、対人恐怖症のような面を見せる。傍目には温和で献身的に接してくれる父親のことを、なぜか「殺される」と言って恐れるなど、かつてのリョウとの共通点が多い。彼女の書く「影筆」とは、筆で線を縦に一本引いただけの風変わりなものであり、道行く人のほとんどは気にも止めてくれなかったものの、リョウだけはこの絵を「人間の本質を見事に捉えている」と絶賛した。
路上で絵を売っていたある日、街の商店主などで組織される自警団から厳しく詰られていたところをリョウに助けられたことから彼に懐くようになり、「帰る所がない」と言ってリョウのアパートに転がり込む。翌朝、助けてくれた礼に朝食を作ろうとしたものの、鍋を焦がして小火を出してしまったことでリョウの怒りを買い、一度は部屋から追い出されてしまう。心配になったリョウに家に呼び戻された直後に高熱で倒れ、救急搬送されるが、駆け付けた父親を異常なまでに恐れる彼女を見て、リョウは2人の関係がただならぬものであることを悟った。その後、自身を心配する父親の元へ一度は戻るも、やはり父に対する不信感が拭えなかったことや、リョウだけでなく夏美やトーキチとも家族同然に親しくなったことで父との決別を決意する。

### 少年院編の人物
望月淳哉
リョウと同日に鯵ヶ崎高等少年院へ送還された少年。気さくな性格で、「親殺し」として院内すべての人間から忌み嫌われるリョウにただ一人味方していた。出所後、リョウの所属していた暴力団とトラブルを起こし逃亡するが、程なくしてリョウやトーキチらに捕まる。リョウを刺し殺そうとするが返り討ちに遭う。後述の望月館長とは同姓だが、両者には何の関係も無い。
金山勲（金明勲）
望月と同じく、リョウと同日に鯵ヶ崎高等少年院へ送還された少年。屈強な体格と優れた格闘技術を持ち、院生たちを陰で仕切っている。同少年院に入ったのは初めてではなく、院内に畑を作ることを許可されるなど、当局から特権を与えられている。少年院に送られてきた当初からリョウを観察しており、空手との出逢いにより力を付けた彼を出所後の自分のパートナーにしようと勧誘するも、警戒されたために断わられてしまい、争いになる。
グランドクロスの試合後、休息の日々を送っていたリョウの元に突如現れたが、その際にはお互いに過去のわだかまりを捨てた様子で、リョウからエールを受け、去っていく。後にリョウは、金が死亡したという新聞記事を目にしている。
院長
鯵ヶ崎高等少年院院長。リョウの経歴に関心を示し、彼にイジメを行うよう院生たちを仕向けるなどする。黒川の指導によりリョウが力をつけていくと次第に彼を怖れるようになり、金山や黒川を使ってリョウを潰そうとするも、失敗に終わる。
マサ
少年院でリョウが収監されていた房を仕切っていた少年。リョウに性奉仕を強要したことで陰茎を食いちぎられてしまう。陰茎は後に縫合手術により再生した事が語られている。手術後にリョウと対戦するが、敗北する。
ヒロミ
リョウと同房で生活していた少年。普段はオカマのような言葉づかいをするが、怒りに我を忘れると男言葉を使うようになる。マサを含む同房の仲間達と共にリョウをいじめていたが、怒ったリョウにトイレで背中を刺され、顔を何度も殴打され顔面骨折になるほどの重傷を負わされてしまう。
リーサルファイト編、中国編には登場しなかったが、 グランドクロス編でリョウと新宿のバーにて再会。既に整形手術を終えており、格闘家として落ちぶれていたリョウに向かって放尿し、かつての恨みを晴らした。

### リーサルファイト編の人物
山崎
暴力団員。地位は不明だが、若くしてそれなりの立場にあると推察され、リョウやトーキチのボスでもある。高校時代までは野球少年であり、本人曰く「一番・ショート」だったが、地区大会の甲子園出場が懸かる試合にて誤審をした審判に腹を立て、暴力事件を起こした過去をもつ。リーサル・ファイトを見に行く途中に敵対する暴力団に撃たれるが、そのまま東京ドームまで瀕死の状態で向かい、リョウの試合を見届けて死亡した。
望月謙介
空手団体「番竜会」の館長にして、立ち技格闘技最強を決める大型格闘技イベント「リーサル・ファイト」の仕掛人。企業経営者然とした風貌で物腰の軽い人物ではあるが、一流派の総帥だけあって、挑んできたリョウの打撃を捌いて翻弄するだけの空手の腕前を持つ。同期である菅原柾人をアクシデントとは言え再起不能にし、結果として死に追いやってしまった責任から息子の直人を引き取り、一人前の男、そして一流の空手家へと育て上げた。無欲だった柾人とは異なり武道家が貧しくある必要はないと考え、番竜会の空手を世界へ知らしめるべく、空手のショーアップ化を図ろうとしている。
グランドクロス編でも格闘技プロデューサーを続けていたが、トーマの兄である二階堂仁に後れを取るなど、かつての勢いは失われていた。グランドクロス終了後、番竜会の執行部から館長の座を追われ、横領罪にて懲役3年の刑に服すことに。自棄になって酒をあおり、降りしきる雨の中を一人歩いていたところ、おやじ狩り目的の少年らに刺殺される。
神尾陽子
ベイテレビ所属のリーサル・ファイトの担当ディレクター。視聴率アップのためなら手段を選ばぬ野心家で、望月とは肉体関係を持ったこともある。かつて重大犯罪を犯したリョウにアンチ・ヒーローとしての価値を見出し、正統派スターである菅原直人の人気を磐石とするための敵役として利用するべく画策する。
岡原
脚本家。神尾にリーサル・ファイトの舞台でリョウと菅原の対戦を実現させる計画「プロジェクト-R」の脚本執筆を依頼される。性格は怠惰であるが、文筆家としては一流の実績を持つ人物であるようで、物事の本質を鋭く突く発言を随所で見せる。経緯は一切不明だが、グランドクロス編では薬物の過剰摂取により自殺未遂を図っている描写が見られた。
大沢秀治
元番竜会所属の空手家。一線を退いた身とはいえ、その技量はストリートファイトに明け暮れ鍛えたリョウを上回るほど。特に肘技に習熟している。現在は新宿のボッタクリバーの用心棒だが、本人曰く「酒、タバコ、女、バクチにやられた」とのこと。輝ける才能を持ちながら、結果的に競争社会の敗者となってしまった大沢に、リョウはある種の共感を覚えるが、その身体は既に重病に蝕まれており、リョウの目の前で吐血し、まもなく死亡した。
早乙女薫
新宿最強の喧嘩師の異名を取る、容貌魁偉の大男。格闘技経験は皆無の素人だが実力は本物で、武器は一切使わず、素手だけの戦いで番竜会の幹部クラスを破ったことがある。菅原との対戦に向けて実戦相手を探していたリョウから一方的に喧嘩を吹っ掛けられ、争いになる。攻撃方法は大振りのフックを繰り返すだけの単調なものだが、身心のタフネスは人間離れしており、恐怖心を抱いたリョウを追い詰めていくが、最後は正攻法の空手から喧嘩殺法に切り替えたリョウの心臓への突きを受け、吐血して倒れた。名前や風貌、エピソードから、昭和の伝説的ヤクザ、花形敬がモデルと思われる。
船戸萌美
人気女優であり、菅原直人の恋人。順調に愛を育んでいたが、リョウにレイプされたことで心身に深い傷を負い、芸能活動を休止。その復讐を菅原に託す。
リーサルファイト後は消息不明だったが、グランドクロスの会場に突如現れ、試合を目前に控えたリョウをナイフで刺し、負傷させる。その際にリョウにレイプされたことで妊娠し、中絶もしていたことを明かした。
垣内陽介
番竜会の空手選手にして現役の東大生。リョウと全国大会の決勝戦で戦う。空手については、「スポーツ」「人間関係も考えて明るくやらないといけない」という考えを持っている。選手としての実力は確かで、前述の考えを実行するために大会でも派手な一本勝ちを避け、わざとぎりぎりの判定勝ちを演出できるほどであり、正攻法の空手でリョウを追いつめるが、トーキチの助言により転倒事故を装ったリョウの肘打ちで鎖骨を折られる。試合では肘打ちは反則だが、リョウをアンチ・ヒーローへと育て上げたい望月らの判断によりリョウの勝利とされた。
グランドクロス編において、リョウが稼ぎ場としていたクラブ「シスル」で行われた観客参加型の試合で再会し、腕前の落ちていたリョウを容易くノックアウトした。その際、リョウとの戦いがきっかけで空手を止めたこと、現在は官僚として働いていることを明かした。
ランガー・ゲッソムリット
あまりに強すぎるがゆえ、ムエタイで試合を組まれなくなったタイ人。リーサル・ファイトでリョウと対戦、反則気味のつま先蹴りによって片目を潰されたことで、表の格闘技界から姿を消してしまう。
その後中国編に登場し、上海の闘技場で犬と闘わされるまでに落ちぶれていた。貧しい家に生まれた宿命として、その身を犠牲としても一家の大黒柱として家族を養わねばならないという強迫観念に囚われており、リョウと再会した時にはすでに精神を病み、過去の記憶を喪失していた。闘技場で負った怪我が元で、リョウに看取られながら死亡。彼によってガソリンで火葬にされるが、炎上した死体が生き返ったかのように跳ね上がりリョウを驚愕させた。
ヤブ医者
姓名不詳。新宿で主に裏社会の人間を相手に、モグリの医者として活動している。重度のアルコール中毒患者であるが止血の腕は本物。リーサル・ファイト及びグランドクロスにて、リョウのセコンドに付く。リョウが菅原へ挑戦する際にはドーピング剤を渡し、肉体改造に貢献した。酒好きの怠惰な性格でありながら度々リョウに協力するのは専ら酒代を得るだけのためであるかのようだったが、彼の見る幻覚の青い手乗り象の語るところによると、かつて失った息子とリョウを重ね合わせているのも理由であったようである。グランドクロスの試合後、自室でひっそりと死亡。

### 中国編の人物
陳老師
中国某所の山奥で仙人のような暮らしをしていた老人。孤児だった劉と燕を引き取って育てた。心の闇を見抜けぬまま、図らずも育ててしまった怪物・劉を殺そうとした過去がある。体力の衰えによる身体能力の低下は激しいが、技は未だ衰えておらず、技術勝負だけなら劉と互角の実力を持っている。劉を倒すため、劉への復讐に燃える亮に中国拳法を伝授する。しかしすでに老いにより肉体は衰えており、吐血して倒れた所を劉に殺される。享年96。
燕
老師の元で修行を積んでいた娘。夜に二胡(胡弓)を弾く。血縁はないが老師を実の親のように慕う。始めはリョウに対して嫌悪感を抱いていたが、共に修行をしていくうちに少しずつお互いにわかりあえてきた矢先に、劉の襲撃を受けて追い詰められた末、愛用の二胡で喉元を刺し、自害した。
斉天大聖 / 劉
陳のかつての弟子で燕の兄弟子。斉天大聖（孫悟空）を名乗り、常に京劇の面を被っている。赤子の頃、実の母に焼き殺されかけたが、偶然通りかかった陳老師に助けられる。そのため面の下の顔は火傷によりほとんど皮膚のない状態である。しかし、その老師にもまた殺されかけ、右腕を斬り落とされた過去を持つ。性格は残酷で、用済みとなれば自らの弟子を殺すことも躊躇しない。上海の裏社会では勢力図の三分の一を掌握しており、余興として参戦している闘技場での戦いでは絶大な人気を誇る。隻腕でありながら驚異的な身体能力と技量を持ち、闘技場の試合ではリョウを完膚なきまでに叩きのめし、山奥での再戦時もやはり圧倒的な強さでリョウを追い詰めるが、リョウの奇策によって発勁を突き入れられ吐血。自ら崖に身を投げて命を絶つ。

### グランドクロス編の人物
二階堂仁
高原東馬の腹違いの兄。異母兄弟とはいえ美青年のトーマとは似ても似つかぬほどの醜い顔をしており、少年時代はその容姿が原因で酷いイジメを受けていた。自らとは対照的に周囲の人間から好かれているトーマを一方的に恨み、毒殺しようとしたことがあったが、それを赦したトーマの優しさに触れたことで本当の兄弟のように親しくなった。
大人になってからは父親の残した会社を大きくし、資金調達や会場の確保など経済面でトーマのバレエ公演をサポート。トーマの格闘技への転向は当初理解できず困惑していたが、最終的には受け入れるようになり、引き続きトーマのために様々なサポートをする。
グランドクロス終了後、リョウが小学生の時に書いた絵を燃やしたところ煤が巨大な奔馬となって現れ、リョウの心の闇の深さを知ることとなる。
久能真
東和テレビが主催する、優勝賞金300万円のワンデイトーナメント決勝戦でリョウと戦った格闘家。8年間に渡る引きこもり生活を送っており、トイレに行かずバケツに用を足していたことから、「ポリバケツ」とあだ名されている。ある日突然、部屋のパソコン画面に薬師如来が現れて「命」を受けたことで引きこもり生活に終止符を打ち、その「薬師如来を守るため」に格闘技を会得することを決意、天源寺ゴサクに弟子入りする。
ゴサクの指導のもと短期間で実力をつけ、決勝戦でリョウと対戦。派手な技はないものの前記の信仰のためか異常に粘り強く、リョウの打撃をまともに喰らってもまったく怯むそぶりを見せない。また、試合のインターバルでは特製のドリンクを飲むが、その際にもやはり薬師如来の幻覚を見ている。力が落ちていたリョウを苦戦させたが、惜敗。試合後はまた元の引きこもり生活に戻ったようである。
天源寺ゴサク
元総合格闘家。理論派であり、独自の格闘理論を200冊以上ものノートに書きしたためるほど研究熱心で、それなりの素質も持っていたが、精神力の脆さが原因で選手として成功することはなかった。金と女に関していい加減な性格で、公私問わず関わった先々でトラブルを起こしている。グランドクロス出場が決まったリョウに、引きこもりだった久能を短期間で鍛えた手腕を買われてスカウトされ、トーナメント大会で得た300万の報酬でコーチを引き受け、うらぶれたボクシングジムを根城にして1日複数回のスパーを行い、リョウを鍛えていく。始めのうちはテイクダウンとグラウンドの対応に苦慮するリョウを侮っていたが、リョウが驚くべき早さで上達していき、自分と伍する実力まで迫るとたちまち恐れをなし、付き合っていた女の元へ逃亡する。が、追いかけてきたリョウの言葉に心を動かされ、リョウと目標を共有するようになり、その目つきが変わっていく。

#### チームトーマ
トーマに惹かれて集まった4人の格闘家。グランドクロスでは、トーマ率いる「チームトーマ」と、リョウ率いる「チームリーサル・ファイト」の対抗戦が行われた。
吉岡大吾
「平成の三四郎」の異名をとる天才柔道家。日本柔道の最高峰とされる興道舎に所属。柔道世界選手権八連覇、オリンピック金メダリストという輝かしい実績を持つ。菅原に負けず劣らずの根っからの武道家で、スポーツドクターに「アスリートとしてより、武人としてのファン」と言わしめる程。黒道着衆との戦いでは、自らの柔の道を信じ、闇に堕ちるのを踏み留まる程の意志の強さを見せ付ける。無骨な半面、誰にでも社交的で、様々な格闘技界の人物とも交流があり、柔道以外の様々な格闘技の知識も豊富。トーマの可能性に惹かれ、チームのメンバーを集めることにも大きく貢献する。グランドクロスでは黒道着衆四號と対戦。圧倒的な体格差とタフネスに劣勢となるが、それでも柔軟なテクニックで対応する。最後は相手を脳天からリング下のコンクリートの床に叩き落としかけるが、本能的にそれを拒否し、直前で頭から落ちるのを防ぐ。その後、四號が試合を放棄したため、吉岡の勝利が確定する。
イリューヒン・ヴァレリ
「ロシアの白虎」と呼称されるコマンドサンボの使い手。サンボ世界選手権は三連覇、柔道世界選手権でも優勝経験がある。吉岡の友人であるが、ライバル視している描写もある。吉岡の紹介を受けてトーマと対戦する。その際にトーマの才能を測定不可能と評価する。その後、イリューヒンのリクエストで上杉静と出会うきっかけとなる。グランドクロスでは参號と対戦。猛獣の如き猛攻で、参號を防戦一方に追い込む。しかし、顔面にカウンターで正拳突きを当てられ、より一層激しい猛攻を見せることになるが、心臓に正拳突きを放たれ心臓停止に追い込まれ敗北。その後、心肺蘇生が間に合い、一命は取り留める。
上杉静
神技と呼ばれる伝説の合気道、八紘流合気柔術の使い手。静は達人と呼ばれた上杉陽堂の孫であり、段位は二段。細身で端正な顔立ちをしており、表面は物静かで落ち着いた雰囲気を感じさせ、物腰も柔らかい。しかし、その内面では孤立の道を選んだ八紘流の実力がどれ程のものなのかを試したがっており、常に闘志を滾らせている。グランドクロスの大舞台でも戦いを楽しめる度胸を持ち合わせており、いざ勝負になると容赦のない戦いを見せ、戦場を想定した実践的で合理的な戦いを披露する。グランドクロスでは弐號と対戦。圧倒的な実力差を見せ付けたかのように見えたが、弐號の裏技によって、身体機能を一時停止させる針を打ち込まれ、行動不能に陥る。不測の事態とされ、ノーコンテスト引き分けとなる。
ファビオ・マルコス・サンシロオ
ブラジリアン柔術の使い手。「最凶のおじいちゃん子」の異名を持つ。祖父の紹介で、ブラジルから来日するも早々に不良との喧嘩で5人を打撲・骨折させ逮捕される。吉岡によって釈放され、トーマと出会い、その姿に魅了される。南米柔術選手権にも出場しているが、3年連続反則負けになっている。祖父が「育て方を間違えた」と語る程の悪童で、リョウに負けず劣らずの血の気の多さで、誰彼構わず喧嘩を売る程の凶暴さを持つ。グランドクロスでは壱號と対戦。腕十字で腕をへし折るが、その直後の壱號の顔面への踏みつけと膝蹴りにより戦闘不能となる。だが、腕を折った時点でレフェリーが試合をストップしていたので、試合結果自体はTKO勝ちとなる。その後の安否は不明。

#### 番竜会黒道着衆
番竜会の裏組織。番竜会の中でもごく一部の人間しかその存在を知る者はおらず、20年もの間表の世界に現れることはなかった。その強さは超人的かつ無法。グランドクロスでは壱號から四號までが登場している。
大東烈心
番竜会初代総帥、大東鉄心の実弟。番竜会の裏組織である「黒道着衆」を束ねる。盲目ながら並外れた格闘技術を持ち、望月が心底恐れるほどの迫力と容赦の無さを持つ。望月の要請を受け、愛弟子である黒道着衆の中から選りすぐりの4人をグランドクロスへ送り込む。失明したのは、兄の鉄心に真剣勝負を挑まれた際、それを拒否するために自ら両目を潰したためである。
壱號
無痛症の持ち主。皮膚が焼け爛れた顔面を隠すため、試合ではマスクを被って出場。生まれて間もない頃に、何らかの事故により脳に著しい損傷を負うが、奇跡的に一命を取り留める。結果として、全身の感覚を失い、痛みを感じない体になり、痛みから生じる死の恐怖などを感じることも無い。普段は都内のどこかでホームレス生活をしている描写がある。グランドクロスではサンシロオと対戦し、腕を折られながらも、反撃をしてサンシロオを倒すが、腕を折られた際に既に試合はストップされていたため、判定はTKO負けになった。
弐號 / 寒河江
一見すると中年の優男で、普段は一戸建てに住み、妻がいるごく普通の社会人生活を送っている描写がある。礼儀も正しい好人物に見えるが、その正体は烈心に神技と言わしめる程の裏技の使い手。およそ代表的な武器と言われるものから、細い糸のような金属まで、ありとあらゆるものを凶器として使う。また、薬品や毒などにも精通しており、相手を倒すためならそれらを武器に含ませて使用することも厭わない。グランドクロスでは上杉静と対戦。終始劣勢を強いられるように見える試合展開だったが、体の機能を一時的に停止させる薬品をしみこませた針をいつの間にか打ち込み、静の動きを止める。不測の事態とされ、試合の条件を満たさなくなったため、ノーコンテストとなる。
どぶ組編にも登場。家の表札から本名は「寒河江」であることが確認できる。リョウがどぶ組兄弟との戦いを前に彼に協力を求めた際には、自らの武器コレクションを提供・実演するも、どれも扱いが難しかったため、結局トンファーで決戦に臨むことになる。
参號
顔に凍傷の様な傷がある初老辺りを思わせる男性。普段は雪の激しい地域で狩人をしている描写がある。カウンターの天才で、一瞬の隙をついて、相手に致命的な一撃を与えることを得意とすることからハンターと呼ばれる。グランドクロスではイリューヒン・ヴァレリと対戦。ヴァレリの猛獣の様な攻撃を耐えしのぎ、絶妙なタイミングで心臓を正拳突きで射抜き、心臓停止状態に陥らせる。ヴァレリ戦で出した攻撃は正拳突2発のみ。
四號
スキンヘッドの巨漢。対戦相手である吉岡と比較しても20センチ以上は身長の高い巨躯の持ち主。普段は日本ではないどこかの国のスクールバスの運転手をしている描写があり、肌は黒い。中々本性を見せない他の黒道着衆とは違い、口数も多く表情も豊かで人間味がある。対戦相手の吉岡にも敬意を払い、純粋に戦いを楽しんでいる。ファイトスタイルはベースは空手ではあるものの、巨大な体から繰り出す型にはまらない力任せに相手をなぎ倒す戦いをする。非常にタフな体をしており、脳天からマットに投げ落とされても平然としており、右腕を破壊されても戦いを続けた。グランドクロスでは圧倒的なパワーを利した戦いで一進一退の攻防を繰り広げるが、徐々に吉岡を追い詰めて行く。最後は、脳天からマットのない床の上に叩き落されそうになるが、本能的に脳天から落とすことを拒んだ吉岡に助けられる形となり、試合を自ら放棄した。

### どぶ組編の人物
ペロ
リョウが海辺を散歩している際に拾ってきた、オスの和犬。リョウやトーキチ、夏美によく懐き、脳の委縮が進み廃人同様となっていた夏美を、アニマルセラピーの力で回復させる。夏美の鼻を舐めている様子から、リョウに「ペロ」と命名される。
涌井
サキコの実父で、一見して優しげな普通の男性であるが、当のサキコはなぜかこの父親に「殺される」と恐れている。娘を助けてくれたリョウに一度は謝意を伝えたものの、彼が「両親殺害事件」を起こした少年Ａであることが分かると妄執に取り憑かれるようになり、次第にリョウが感じ取った本性を露わにする。そしてサキコの奪還を、アンダーグラウンドの便利屋である「どぶ組」に依頼。法外な料金も厭わず、リョウから娘を取り戻すことに命を懸ける。
どぶ組
債権の回収から死体処理に至るまで、法外な料金でなんでも請け負う便利屋稼業を営む兄弟で、通称「バカ兄弟」。老女が営む中華料理店の二階に事務所を構え、公式サイトも開設している。その言動はとても成人男性のものとは思えないが、妙に憎めない性格をしている。詳しくは描かれなかったが、幼少期に何らかの理由で生みの親と生別もしくは死別しており、幼い二人は誰にも頼らず力を合わせて生きてきた。そのため、両親を殺害した過去を持つリョウを忌み嫌っており、これはサキコの父親からの依頼を受けた決め手の一つにもなっている。また、リョウとのやり取りの中でも、彼の「親殺し」を詰る描写が多い。
サキコを取り戻したい涌井からの依頼を受け、リョウやその縁者たちを執拗に狙う。当初はリョウの住むアパートに押しかけて彼と対峙、弟の怪力とタフネスさも相まって互角の戦いを繰り広げる。一時退却後はリョウの妹・夏美に狙いを変更して海辺の家を急襲。家を守っていたトーキチに重傷を負わせ、帰宅したリョウと再度相対するも、リョウから家族を巻き込まないよう懇願され、別所にて改めて対決することを承諾する。弟はリョウとの対決に合わせて、債権回収時にせしめた巨大な柳葉刀を用い、修行を開始。廃工場での最終決戦ではこれを易々と使いこなし、中盤まで戦いを優位に進めるも、格闘能力で勝るリョウが次第に形勢を逆転させる。すると、兄が廃工場各所に仕掛けた爆弾を一斉に起爆させ、リョウに深手を負わせるが、同時に弟も腹に鉄骨が刺さる重傷を負い、両者痛み分けとなる。兄とリョウの交渉で、弟のために救急車を呼ぶ代わりに、今後サキコや夏美らに手を出さないことを約束させた。
兄
金色に染めたロングヘアーと髭が特徴の男で、痩身で背は低く体格では弟に劣るが、「会社」では作戦立案を担当し、探偵顔負けの調査能力も有する。無軌道な弟と比較すれば最低限の社会常識はわきまえている。思い付きによる作戦が多いものの、弟の特性をよく理解しており、まずはリョウの強さを測るため弟に“番竜会狩り”をさせたり、リョウとの決戦を前にした格闘技特訓では弟の格闘能力を飛躍的に向上させ、リョウを大いに苦しめさせた。
弟
伸ばした髪をツインテールにした大柄の男で、切断された指を自らの手で接合したり拳銃で撃たれても軽傷で済むなど、人間離れしたタフネスさと強運を持つ。格闘技においてはずぶの素人だが、そのため格闘技の心得のある者にはその動きが全く読めず、一方的に闘いを挑まれた番竜会の師範やリョウをてこずらせ、まぐれ当たりながら被弾させたこともある。性格は兄以上に無軌道で、感情的になりやすく暴走気味である。

## 小説版
2005年に文芸社から軍鶏外伝のタイトルで刊行された。少年院編からリーサル・ファイト編での菅原との対戦までを描いているが、いくつかのエピソードが端折られている一方で、キャラクターの内面および過去の描写に小説版独自の解釈がなされていたり、菅原との対戦形式がキックボクシングルールから総合格闘技ルールに変更されているなど、独自の展開が描かれている。

## 映画版
『軍鶏 Shamo』のタイトルで映画化された。橋本以蔵の脚本を元にした香港・日本合作映画で、ショーン・ユー、魔裟斗など日・中・台の格闘技経験のある俳優によるアクションシーンが本映画の特色のひとつである。
橋本は「元々映画の企画だったが、先に漫画化された」とコメントしており、映画の原作にたなか亜希夫はクレジットされていない。これは、たなかから漫画版の映画化同意が得られなかったための苦肉の策であり、橋本は成嶋亮による親殺し事件の真相が漫画版とは異なる脚本を書き下ろしている。しかし漫画版とは完全に別表現にしろとの日本側の指示が現地の撮影スタッフに徹底されなかったため、橋本の脚本にはない漫画版独自の表現が映画版に多数入ってしまい、たなか側が態度を硬化し、漫画版の著作権裁判に繋がる要因となった。

### キャスト
| 役名     | 俳優             | 日本語吹替 |
| -------- | ---------------- | ---------- |
| 成嶋亮   | ショーン・ユー   | 小西克幸   |
| 山崎     | ディラン・クォ   | 東地宏樹   |
| 菅原直人 | 魔裟斗           | 魔裟斗     |
| 佐伯     | 石橋凌           | 石橋凌     |
| 黒川健児 | フランシス・ン   | 山路和弘   |
| 望月謙介 | ブルース・リャン | 浦山迅     |
| 恵       | アニー・リウ     | 朴璐美     |
| 船戸萌美 | テリー・クァン   | 川庄美雪   |
| 成嶋夏美 | ペイ・ペイ       | 折笠富美子 |
| 神尾陽子 | 中島宏海         | 中島宏海   |

## 書誌情報
- 原作：橋本以蔵・画：たなか亜希夫 『軍鶏』 双葉社〈アクションコミックス〉、19巻まで刊行
  1. ISBN 4-575-82383-X、1998年11月12日発行
  2. ISBN 4-575-82394-5、1999年1月5日発行
  3. ISBN 4-575-82416-X、1999年4月12日発行
  4. ISBN 4-575-82432-1、1999年7月9日発行
  5. ISBN 4-575-82452-6、2000年3月28日発行
  6. ISBN 4-575-82488-7、2000年4月28日発行
  7. ISBN 4-575-82492-5、2000年5月22日発行
  8. ISBN 4-575-82499-2、2000年6月27日発行
  9. ISBN 4-575-82509-3、2000年9月8日発行
  10. ISBN 4-575-82525-5、2000年12月11日発行
  11. ISBN 4-575-82551-4、2001年3月26日発行
  12. ISBN 4-575-82572-7、2001年6月28日発行
  13. ISBN 4-575-82607-3、2001年10月28日発行
  14. ISBN 4-575-82627-8、2001年12月19日発行
  15. ISBN 4-575-82663-4、2002年4月18日発行
  16. ISBN 4-575-82709-6、2002年8月18日発行
  17. ISBN 4-575-82760-6、2002年12月12日発行
  18. ISBN 4-575-82816-5、2003年4月19日発行
  19. ISBN 4-575-82845-9、2003年7月19日発行

### 講談社、イブニングKCDX版
- 原作：橋本以蔵・画：たなか亜希夫[注釈 3] 『軍鶏』 講談社〈イブニングKCDX〉、7巻
  1. 巻之壱 ISBN 978-4-06-376094-1、2011年6月23日発行、第1-3巻の内容を収録
  2. 巻之弐 ISBN 978-4-06-376095-8、2011年7月22日発行、第4-6巻の内容を収録
  3. 巻之参 ISBN 978-4-06-376096-5、2011年7月22日発行、第7-9巻の内容を収録
  4. 巻之四 ISBN 978-4-06-376110-8、2011年8月23日発行、第10-12巻の内容を収録
  5. 巻之伍 ISBN 978-4-06-376111-5、2011年8月23日発行、第13-15巻の内容を収録
  6. 巻之六 ISBN 978-4-06-376120-7、2011年9月23日発行、第16-17巻の内容を収録
  7. 巻之七 ISBN 978-4-06-376121-4、2011年9月23日発行、第18-19巻の内容と未収録だった4話を収録

### 講談社、イブニングKC版
- 原作：橋本以蔵・画：たなか亜希夫[注釈 4] 『軍鶏』 講談社〈イブニングKC〉、全34巻

20. ISBN 4-06-352113-3、2005年6月23日発行
21. ISBN 4-06-352114-1、2005年6月23日発行
22. ISBN 4-06-352128-1、2005年10月21日発行
23. ISBN 4-06-352140-0、2006年3月23日発行
24. ISBN 4-06-352159-1、2006年8月23日発行
25. ISBN 4-06-352169-9、2006年11月22日発行
26. ISBN 978-4-06-352381-2、2011年10月21日発行
27. ISBN 978-4-06-352402-4、2012年3月23日発行
28. ISBN 978-4-06-352429-1、2012年8月23日発行
29. ISBN 978-4-06-352447-5、2013年2月22日発行
30. ISBN 978-4-06-352463-5、2013年6月21日発行
31. ISBN 978-4-06-352491-8、2013年12月20日発行
32. ISBN 978-4-06-354512-8、2014年5月23日発行
33. ISBN 978-4-06-354537-1、2014年9月22日発行
34. ISBN 978-4-06-354558-6、2015年2月23日発行

### 文芸社、軍鶏外伝
ISBN 978-4286001357、2005年6月発行